# Браян Макгінлі
Браян Макгінлі (англ. Brian McGinlay, нар. 24 серпня 1945 року) — колишній футбольний арбітр з Шотландії, який був головним арбітром у 98 матчах на міжнародному рівні.

## Кар'єра
На національному рівні Макгінлі обслужив 21 раз головне шотландське дербі «Олд Фірм», під час яких жодного разу не показав червону картку. Але він вважає своїм найбільш нервовим матчем, гру Рейнджерс–Абердін за чемпіонство у вирішальному матчі сезону 1990/91.
В європейському клубному футболі він судив легендарний матч Кубка УЄФА 1985/86, в якому «Реал Мадрид», після поразки 1:5 у першому матчі третього раунду, зумів обіграти 4:0 «Боруссію» (Менхенгладбах) і пройти далі, а потім і виграти Кубок УЄФА.
Також на міжнародному рівні обслуговував матчі на чемпіонаті Європи 1980 року, домашньому чемпіонаті Великої Британії, літніх Олімпійських ігор 1984 року, а також фінал молодіжного чемпіонату Європи 1992 року. Крім цього він потрапив у список арбітрів на чемпіонат світу 1986 року, але пізніше був вилучений після того, як його прибрали зі списку ШФА через особисті причини.

## Особисте життя
У 1991 році Макгінлі заборонили водіння автомобілем протягом року і оштрафували на £250 за ненадання аналізів, коли він зупинився по дорозі додому з фіналу шотландського Кубка.

## Подальше життя
З моменту виходу на пенсію був директором футбольного клубу «Стенхаузмур», а також працював оглядачем у виданнях «Дейлі Міррор», «Daily Record» і «Sunday Mail».